# Siouxland

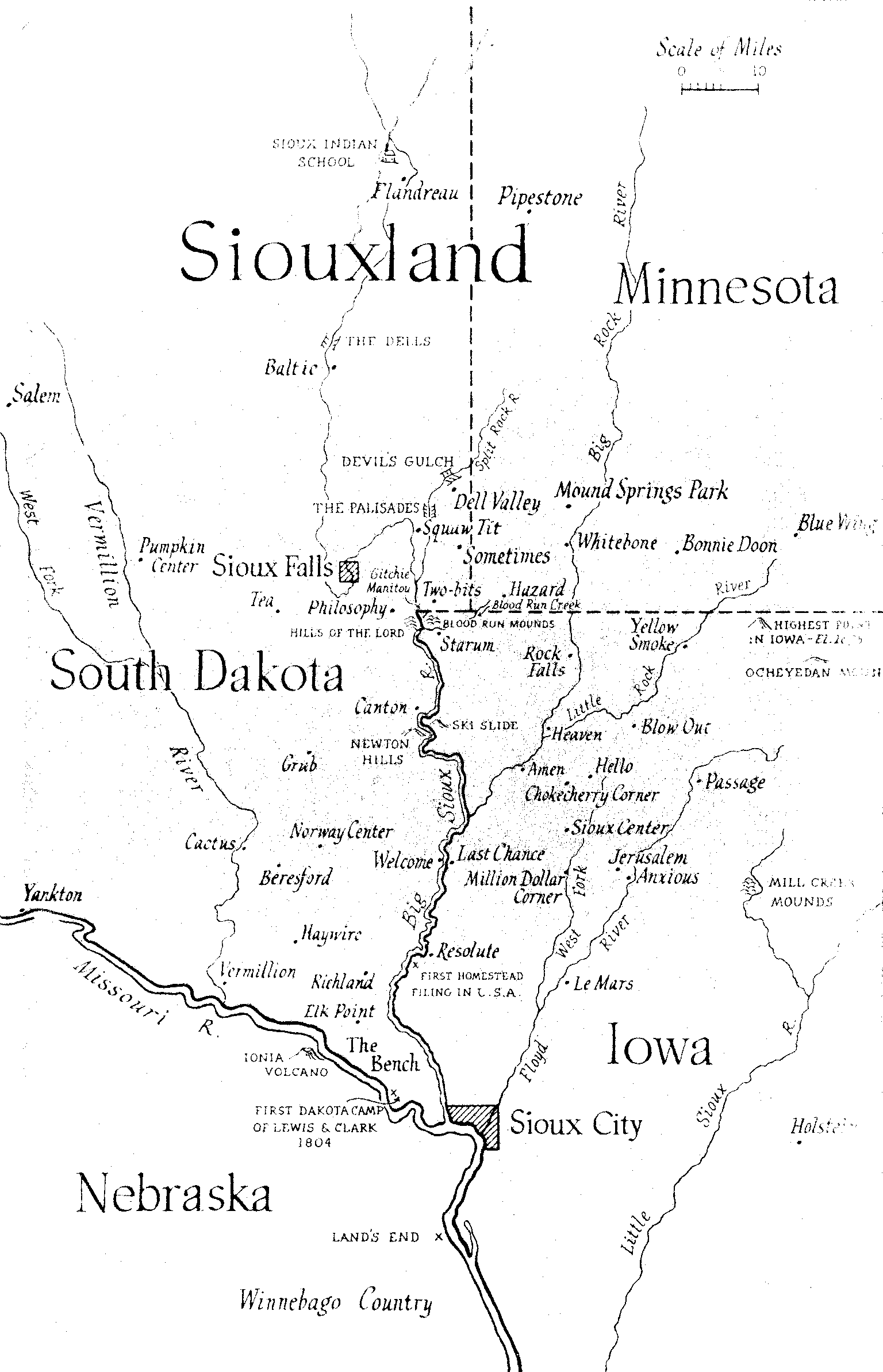
Mappa dello Siouxland dal romanzo "This Is the Year" di Feike Feikema (Frederick Manfred), che definì "questa zona in cui i confini di stato non sono stati importanti" e coniò il termine nel 1946

Lo Siouxland è una regione vernacolare che comprende l'intero bacino idrografico del fiume Big Sioux negli stati americani del South Dakota, Minnesota, Nebraska e Iowa.    
Una "regione vernacolare" è un'area distintiva in cui gli abitanti si considerano collettivamente interconnessi da una storia condivisa, interessi reciproci e un'identità comune. Tali regioni sono "invenzioni intellettuali" e una forma di abbreviazione per identificare cose, persone e luoghi. Le regioni vernacolari riflettono un "senso del luogo", ma raramente coincidono con i confini giurisdizionali stabiliti.
Il bacino idrografico inferiore del fiume Big Sioux si estende da Sioux City, Iowa, a Sioux Falls, South Dakota, un'area che comprende gran parte dell'Iowa nord-occidentale, l'angolo nord-est del Nebraska, l'angolo sud-est del South Dakota e l'estremo angolo sud-ovest del Minnesota .
Il termine "Siouxland" è stato coniato dall'autore Frederick Manfred nel 1946.

## Maggiori città
Le due più grandi città di Siouxland sono Sioux Falls, South Dakota, e Sioux City, Iowa. Un'altra città importante in questa zona è Norfolk, un'importante area commerciale del nord-est del Nebraska, che però si trova in una posizione marginale in quello che è considerato lo Siouxland.

## Impero Sioux
L'area intorno a Sioux Falls (l'area metropolitana che include le contee di Minnehaha, Lincoln, McCook e Turner) viene spesso definita "l'Impero Sioux". Questa regione (che comprende aree adiacenti nell'angolo sud-ovest del Minnesota) fa parte della concezione originale di Siouxland di Manfred.